# Zoran Janković
Zoran Janković, slovenski ekonomist, poslovnež in politik, trenutni župan Ljubljane, * 1. januar 1953, Saraorci pri Smederevu, Srbija.
Po končani ekonomski fakulteti v Ljubljani leta 1980, je Janković svojo kariero začel kot predstavnik in komercialist podjetja Grič Zagreb. Leta 1984 se je pridružil trgovski družbi Mercator, kjer se je leta 1997 uveljavil kot predsednik uprave in na tem položaju ostal do razrešitve leta 2006. Leta 1990 je prav tako ustanovil in postal direktor podjetja Electa Inženiring, ki sta ga kasneje prevzela njegova sinova. 
Po razrešitvi z mesta predsednika uprave Mercatorja je oktobra 2006 kandidiral in v prvem krogu zmagal na volitvah za župana Mestne občine Ljubljana. Oktobra 2011 je ustanovil stranko Pozitivna Slovenija (PS), ki je na predčasnih parlamentarnih volitvah leta 2011 dobila večino glasov. Funkcija župana mu je prenehala 21. decembra 2011, ko je postal poslanec v državnem zboru. Od predsednika države je sprejel mandat za oblikovanje nove slovenske vlade, na glasovanju v državnem zboru pa ni prejel zadostne podpore. Janković je nato zamrznil svoj položaj predsednika stranke, vrnil poslanski mandat in se po zmagi na lokalnih volitvah aprila 2012 ponovno vrnil na županski stolček. Na lokalnih volitvah je ponovno zmagal tudi v letih 2014, 2018 in 2022 s čimer je postal najdlje vladajoči župan v zgodovini Ljubljane. 

## Mladost
Zoran Janković se je rodil 1. januarja 1953 srbskemu očetu in slovenski materi v Saraorcih pri Smederevu v Srbiji, kjer je preživel otroštvo. Njegova starša sta se preselila v Slovenijo in ga do konca četrtega razreda pustila pri starih starših, nakar se je preselil k njima v Slovenijo. Osnovno šolanje je nadaljeval v Ljubljani na Osnovni šoli Valentina Vodnika in na Osnovni šoli Ketteja in Murna, kjer je dokončal osmi razred. Šolanje je nadaljeval na Gimnaziji Poljane in leta 1980 diplomiral na Ekonomski fakulteti v Ljubljani z diplomsko nalogo Prekupčevalci s kmetijskim blagom pri nas pod mentorstvom Tee Petrin.

## Poslovna kariera
Janković se je leta 1978 zaposlil v PTT podjetju kot pripravnik v službi za investicije. Med 1979 in 1984 je kot predstavnik in komercialist delal za podjetje Grič Zagreb. Leta 1984 je bil v poslovnem sistemu Mercator imenovan za v. d. direktorja Mercator Investa. Na tem položaju je ostal do leta 1988, ko je postal podpredsednik SOZD Emona in v. d. generalnega direktorja Emona-VS. Ker ni bil imenovan za direktorja Emone, je 1990 ustanovil in postal direktor podjetja Electa Inženiring, ki se ukvarja s projektiranjem, gradnjo objektov ter notranjo opremo.

### Mercator
2. oktobra 1997 je bil s položaja člana nadzornega sveta izvoljen za predsednika uprave Poslovnega sistema Mercator.
Leta 2006 so ga novi lastniki družbe nekrivdno razrešili s te funkcije s sedmimi glasovi za in šestimi proti. Zamenjava naj bi bila izvedena iz političnih razlogov.

### Priznanja in premoženje
Zaradi dela v podjetništvu (predvsem vodenja Mercatorja) je Zoran Janković medijsko zaslovel in prejel več nagrad: Nagrado GZS za izjemne gospodarske in podjetniške dosežke, ki mu jo je 2001 podelila Gospodarska zbornica Slovenije, naslov Manager leta 2002, ki mu ga je 2002 podelilo združenje Manager in nagrado Primus, ki mu jo je 2003 v sodelovanju z Združenjem Manager in GZS podelilo Slovensko društvo za odnose z javnostmi za izjemno odličnost v komuniciranju. Oktobra 2021 je postal častni meščan Sarajeva.
Zoran Janković je eden najbogatejših slovenskih politikov in Slovencev nasploh, imel naj bi najmanj 12-13 milijonov evrov premoženja. 1998 ga je časopis Delo kot enega prvih Slovencev označil za tajkuna.

## Športna kariera
Janković je od 1984 do 1990 bil podpredsednik Košarkarskega kluba Union Olimpija.
Kot predsednik uprave Mercatorja je poskrbel, da je Mercator sponzoriral nogometno društvo iz njegovega rojstnega kraja.

### Rokomet
Janković je od 1992 do 1997 predsedoval Rokometnemu klubu Krim Electa, od 1996 do 2004 pa Rokometni zvezi Slovenije, katere častni predsednik je od 2005. Leta 2004 je kandidiral za predsednika Evropske rokometne zveze, a je bil s prejetimi šestimi glasovi izločen v prvem krogu volitev.
Leta 2004, v času njegovega predsedovanja, je Slovenija gostila evropsko rokometno prvenstvo.

## Politična kariera

### Županovanje v Ljubljani
Prva politična omemba Jankovića izhaja iz leta 1994, ko je bil naveden na razpredelnici Poslovno-razvojnega sveta LDS.
Politično se je najprej angažiral kot eden izmed ustanovnih članov kontroverznega Foruma 21. Na volitvah za župana Mestne občine Ljubljana je 22. oktobra 2006 zmagal v prvem krogu z 62,99 % glasov (njegov glavni nasprotnik, France Arhar, jih je prejel 20,85 %), njegova lista pa je dobila 23 od 45 sedežev (oz. 52.702 glasov, 41,37 %) v ljubljanskem mestnem svetu. 17. novembra istega leta je z dotedanjo županjo Danico Simšič opravil primopredajo poslov, 20. novembra pa je predstavil svojo vodstveno ekipo; za podžupane je predlagal Jadranko Dakič, Aleša Čerina, Janeza Koželja in Janka Möderndorferja.
Kot poglavitno usmeritev svojega županovanja je Janković že v predvolilnem času skoncentriral na izvedbo 22 projektov: Barjanska vpadnica, notranji cestni obroč, garažna hiša Ljubljanska tržnica, garažna hiša Kongresni trg, oživitev promenade med Tivolijem in Ljubljanskim gradom, Potniški center Ljubljana (Emonika), Center Ilirija, obnova Plečnikovega stadiona, Športni park Stožice, oživitev nabrežja Ljubljanice, oživitev bregov Save, obnova kanalizacijskega sistema, regijski center za ravnanje z odpadki, Mestna negovalna bolnišnica Ljubljana, 3000 stanovanj v Stanežičah, obnova Roga, dodatni domovi za starejše občane, dodatni vrtci, Študentski kampus Vojkova, več tehnoloških parkov, kulturni kare na Metelkovi in akademije na Roški in Center urbane kulture Kino Šiška.
Janković je v predvolilnem času državnozborskih volitev leta 2008 podprl levo koalicijo (LDS, SD in Zares) in pozval državljane, naj volijo njih.
Do naslednjih volitev leta 2010 je Janković zaključil 12 od 22 projektov. S svojo listo se je udeležil lokalnih volitev leta 2010, na katerih je prejel 64.178 glasov (oz. 64,79%), medtem ko je njegova lista dobila 45.965 glasov (47,36%) ter zasedla 25 mest v Mestnem svetu MOL.
Za novi mandat je napovedal izboljšanje kakovosti življenja v mestu, ureditev prometa, infrastrukture, kulture, športa in sociale. 25. marca 2012 je bil s 60,99% glasov v tretje izvoljen za župana Mestne občine Ljubljana.
Na lokalnih volitvah 5. oktobra 2014 je z 57,53% glasov že v prvem krogu ohranil župansko mesto v Ljubljani. Njegova lista pa ni ohranila večine v mestnem svetu, saj je prejela le 41,50% glasov.
Na lokalnih volitvah 18. novembra 2018 je dobil županski mandat še za nadaljnja štiri leta. Njegova stranka je dosegla absolutno večino tudi v mestnem svetu.
Politično je Janković navezal tesne stike s srbskim predsednikom Aleksandrom Vučićem ter predsednikom bosanske entitete Republike Srpske Miloradom Dodikom.

### Vodja stranke Pozitivna Slovenija
10. oktobra 2011 je Jankovića, ki je pred tem večkrat dejal, da ne bo kandidiral na parlamentarnih volitvah, v ljubljanski mestni hiši 26 znanih Slovencev (med njimi nekdanji predsednik države Milan Kučan, politik France Bučar, igralka in političarka Jerca Mrzel, športnik Iztok Čop, pisateljica Svetlana Makarović, glasbenika Magnifico in Zoran Predin, igralec Branko Đurić – Đuro in predsednik ZZB NOB Janez Stanovnik) pozvalo, da kandidira na prihajajočih volitvah. 11. oktobra 2011 je na Kongresnem trgu napovedal, da se bo udeležil državnozborskih volitev leta 2011 in se potegoval za mandatarja za sestavo nove vlade; njegova stranka naj bi se imenovala Pozitivna Slovenija.
22. oktobra 2011 je bila v Kinu Šiška ustanovljena Lista Zorana Jankovića - Pozitivna Slovenija, pri čemer je bil Janković izvoljen za njenega predsednika. Na volitvah 4. decembra 2011 je stranka Lista Zorana Jankovića - Pozitivna Slovenija prejela 28,51 % glasov in postala zmagovalka predčasnih volitev v državni zbor. S to zmago je Zoran Janković postal pretendent za mandatarja za sestavo vlade. 5. januarja 2012 ga je predsednik Republike Slovenije Danilo Türk imenoval za mandatarja za sestavo 10. vlade Republike Slovenije. Na glasovanju v državnem zboru ni prejel zadostne podpore, zato je nato vlado sestavil Janez Janša. 17. januarja 2013 ga je, zaradi obremenilnega poročila s strani Komisije za preprečevanje korupcije Republike Slovenije, na mestu predsednika stranke zamenjala Alenka Bratušek.
Na kongresu Pozitivne Slovenije aprila 2014 je bil ponovno izvoljen za predsednika stranke. To je povzročilo odstop Alenke Bratušek s položaja predsednice vlade, njen izstop iz stranke, razpad koalicije in razpis predčasnih volitev v Državni zbor.

## Kritike in kontroverznosti
Zoran Janković je kot znana osebnost deležen tudi kritik in izjav o nekaterih njegovih kontroverznostih, tako v podjetniški kot v politični karieri. Te gredo predvsem na račun nekaterih njegovih poslovnih dejanj, ki naj bi bile včasih sporne.

### Electa
V času, ko je bil direktor Electe, je bilo to podjetje poimenovano za »podjetje z ruskimi poslovnimi metodami«, saj ni plačevalo uslug podizvajalcem, zaradi česar so številni propadli, šli v stečaj ali pa se znašli v poslovnih težavah.
Prav tako v času Electe, ko je Janković postal športni funkcionar, je vzpostavil sistem financiranja njegovih športnih projektov. Od svojih strank naj bi po nekaterih izjavah zahteval prostovoljni prispevek za športni klub ali pa jim zanj pošiljal račune.
Očitki glede Electe so se prenesli tudi v Mercatorjevo obdobje, saj je Janković uradno prodal podjetje obema sinovoma, ki nista poravnala kupnine, hkrati pa je podjetje pričelo skoraj ekskluzivno delovati z Mercatorjem.

### Mercator
Kot glavni direktor Mercatorja je spremenil tudi tržno politiko iz mnogih sosedskih, manjših prodajaln v večje centre po podobi zahodnih modelov. Posledično so številne manjše Mercatorjeve prodajalne zaprli ali prodali in povzročili propad drugih manjših samostojnih podjetij. Zaradi gradnje novih, večjih nakupovalnih centrov na obrobju mest, ki povzročijo stagnacijo in propad trgovin v centrih mest, je prišlo do kritik, češ da naj bi se zato v Sloveniji povečale cene hrane. Potrošniki naj bi s plačevanjem višjih cen odplačevali bančna posojila, najeta za gradnjo teh centrov. V tem obdobju je Janković z drugimi vodilnimi v podjetju hotel izvršiti menedžerski prevzem Mercatorja; neposredno po njegovem drugem poskusu so ga tedanji lastniki odstranili s položaja direktorja.

### Odstranitev vrtičkov
Med drugimi očitki so tudi nasilno odstranjevanje vrtičkov v različnih mestnih predelih na občinski zemlji, načrtovana gradnja garažne hiše pod osrednjo mestno tržnico gradnja stadiona v Stožicah (Grepovo neplačevanje podizvajalcev, neposredna finančna udeležba MOL kljub drugačnim obljubam, predlaganje donacij od podjetij, ki sodelujejo z MOL ali delujejo na področju MOL-a, spreminjanje prostorskih načrtov, s katerimi se je povišala cena zemljišč, ki naj bi bili v posredni lasti članov družine Janković, neprimeren odnos do mestne opozicije ter avtoritativno vodenje mestnega sveta in zadolževanje MOL (leta 2007 je MOL imela 32,5 milijona presežka, leta 2009 pa 26,7 milijona primanjkljaja.

### Sum zlorabe položaja
Sodelovanje med MOL in podjetji, povezanimi z družino Janković, je bilo tudi predmet preiskave Preiskovalne komisije za ugotovitev politične odgovornosti pri pripravi in izvedbi nekaterih projektov Mestne občine Ljubljana, Stanovanjskega sklada Republike Slovenije, Univerze na Primorskem in javnih zdravstvenih objektov, financiranih iz državnega oziroma proračuna Mestne občine Ljubljana. Komisija je 18. oktobra 2011 podala končno poročilo, v katerim so zapisali, da obstaja utemeljen sum zlorabe javnega položaja - da so župan Zoran Janković in člani njegove družine vpleteni v spremembe namembnosti zemljišč, nakupov in vsega drugega, pri čemer so bili uspešni izključno zato, ker se je uporabilo javna pooblastila župana Zorana Jankovića.

### Premoženje nepojasnjenega izvora
Komisija za preprečevanje korupcije je v poročilu, izdanem januarja 2013, Jankovića bremenila, da je kršil protikorupcijsko zakonodajo s tem, ko ni prijavil za najmanj 2,4 milijone € premoženja. Janković je tedaj vodil največjo opozicijsko stranko, KPK pa je sočasno iste kršitve bremenila predsednika vlade Janeza Janšo. Te ugotovitve KPK so bile predmet protestov v Sloveniji (2012–2014).
KPK je Jankovića bremenila, da ni poročal o premoženjskem stanju glede razpolaganja z gotovino, vrednostnimi papirji, in spremembami finančnih sredstev na bančnih računih. KPK je tudi ugotovil, da je 208.000€ na Jankovićev osebni bančni račun leta 2011 v obdobju 4 mesecev prispelo prek verižnih transakcij, ki so izvirale v podjetju, ki posluje z MOL.

### Afera farmacevtka
Jankovića je septembra 2016 na specializiranem državnem tožilstvu ovadil Nacionalni preiskovalni urad zaradi suma, da je v zameno za spolne usluge priskrbel zaposlitev (farmacevtke za nedoločen čas) za določeno osebo tako, da je (med drugim) vplival na direktorja Lekarne Ljubljana.
Junija 2014 je oseba, ki je bila v osebni in finančni stiski (v postopku ločitve in pred izgubo stanovanja, hkrati pa je skrbela za dva otroka in bila pred izgubo službe farmacevtke zaradi delovnega razmerja za določen čas), kontaktirala Jankovića in ga zaprosila za sestanek. Po prihodu v njegovo pisarno je oseba Jankoviću razložila svoje težave in ga zaprosila za posredovanje pri zagotovitvi zaposlitve za nedoločen čas, ki ga je potrebovala za pridobitev posojila za nakup stanovanja. Janković je osebi obljubil zagotovitev zaposlitve (farmacevtke v Lekarni Ljubljana) in pomoč pri nabavi stanovanja v zameno za spolne usluge. O tem sta nato večkrat govorila tudi po telefonu, pri čemer je Janković večkrat omenil zahtevo po spolnih uslugah kot plačilu za njegovo pomoč. Vpletena oseba je policiji kasneje tudi potrdila izvršitev spolnih uslug. Po prejetju spolnih uslug je Janković uredil soglasje občine za zaposlitev in nato zaposlitev tudi zagotovil pri direktorju Lekarne Ljubljana. Za tem je Janković v pogovoru z osebo verjetno ponovno zahteval spolne usluge kot plačilo za izpolnjeno obljubo, ni pa jasno, da je do tega ponovno prišlo. Janković je tako prejel najmanj dva spolna odnosa od osebe.
Informacije, ki so privedle do ovadbe, so bile pridobljene s prisluhi Jankovićevih pogovorov in pa z razgovorom s "farmacevtko". Prisluhi so nastali ob prisluškovanju Jankoviću zaradi suma jemanja podkupnine v ločeni zadevi. Julija leta 2017 je okrožno sodišče v Ljubljani ugodilo zahtevi Jankovičevih zagovornikov za izločitev prisluhov iz postopka, saj naj bi tožilka prepozno naznanila namen uporabe prisluhov v kazenskem postopku. Tožilstvo se je zato pritožilo na višje sodišče. Marca 2018 je višje sodišče zavrnilo pritožbo tožilke in prisluhe izločilo iz postopka. Istega meseca je Janković vložil ovadbe zoper tožilko in pooblaščenca za posredovanje informacij javnega značaja na tožilstvu, ki posredoval ovadbo novinarskemu portalu Pod črto, ki je o zadevi nato prvi poročal. Janković jih je bremenil kaznivega dejanja kršitve člena KZ, ki oredeljuje zlorabe zbranih osebnih podatkov. Pod črto je ovadbo pridobil na podlagi zahteve za dostop do informacij javnega značaja.

### Rusko odlikovanje
Leta 2017 je predsednik Ruske federacije Vladimir Putin z redom prijateljstva odlikoval takratno ministrico za delo, družino in socialne zadeve Anjo Kopač Mrak ter ljubljanskega župana Zorana Jankovića. Po prejemu odlikovanja je eno izmed ukrajinskih kulturnih društev poročalo, da se je odnos Jankovića in občine do njih povsem spremenil. Pred tem so redno sodelovali, po odlikovanju pa je občina odnose z njimi praktično prekinila. Po začetku ruske invazije na Ukrajino so mnogi prejemniki podobnih odlikovanj, med drugim tudi Kopač Mrakova, ta protestno vrnili. Ljubljanski svetniški skupini sta v mestnem svetu zahtevali ostro obsodbo ruske invazije, zamrznitev sodelovanja z Moskvo in Jankovićevo vračilo odlikovanja Reda prijateljstva, a je bil sklep večinsko zavrnjen. Prav tako je Janković sam večkrat zavrnil možnost vrnitve odlikovanja, češ, da ga je prejel "Za širjenje prijateljstva med Moskvo in Ljubljano, med Rusijo in Slovenijo, in do ruskega naroda gojim spoštovanje.” Ob tem je državo pozval, da prevzame strošek vrtcev za ukrajinske otroke.

### Ostalo
V času županovanja je večkrat prišel v spor s prvo Janševo vlado: sprva zaradi spremembe zakona o financiranju občin (s katerim je MOL izgubila 60 milijonov evrov), nato pa, ker Janković na Ljubljanskem gradu ni hotel gostiti razstave Enotni v zmagi.

## Zasebno
Janković se je leta 1974 poročil z Mijo Virant, sestrično Gregorja Viranta. Imata dva sinova: Damijana in Jureta.